# Perampanel
A perampanel (INN) 12 éves kort betöltött betegek parciális epilepsziás rohamainak adjuváns (kiegészítő) kezelésére szolgáló gyógyszer. A japán Eisai cég kutatói fedezték fel és fejlesztették ki. A cég mintegy egymilliárd dollárnyi bevételre számít a készítmény forgalmazásából a következő három évben.
Fejlesztés alatti kódnevei: E2007, ER-155055-90.

## Hatásmód
A perampanel a posztszinaptikus neuronokon található AMPA-típusú glutamát-receptorok(en) szelektív, nem kompetitív antagonistája(en). Ez a hatásmód különbözik a többi epilepsziaellenes gyógyszerétől.
A glutamát az elsődleges serkentő neurotranszmitter a központi
idegrendszerben, és szerepet játszik a neuronok túlstimulálása okozta számos neurológiai betegségben. Vélhetően az AMPA-receptorok glutamát általi aktiválása felelős az agyban zajló legtöbb gyors excitátoros szinaptikus átvitelért.
A perampanel gátolja az AMPA által előidézett sejten belüli kalciumszint-növekedést. In vivo a perampanel jelentősen megnyújtja a görcsroham latenciát (a rohamok közötti időt) egy AMPA okozta görcsroham-modellben.

## Ellenjavallatok
A klinikai vizsgálatok nem mutattak életkorral összefüggő eltéréseket, de a vizsgálatokba nem vontak be kellő számú 65 év feletti beteget, így ebben az életkorban a szer fokozott odafigyelést igényel. 12 év alatti gyermekek esetén a szert nem vizsgálták, így ebben az életkorban a perampanel ellenjavallt.
Közepes vagy súlyos vesekárosodás, hemodialízises kezelés esetén a szer ellenjavallt.
Súlyos májelégtelenség esetén a szer ellenjavallt. Enyhe vagy közepes károsodáskor a kezdő adagot a klinikai választól függően lassan kell emelni, és a napi adag nem haladhatja meg a 8 mg-ot.
A perampanel a többi epilepsziagyógyszerhez hasonlóan növeli az öngyilkosság kockázatát, és csökkenti a hormonális fogamzásgátlók hatékonyságát.
Terhesség alatt  a perampanel – megfelelő emberi tapasztalat híján – ellenjavallt. A nyulakon és patkányokon végzett kísérletek nem mutattak teratogén(en) (magzati torzfejlődést okozó) hatást, de emberen ez nem zárható ki. Ugyanakkor vemhes patkányok esetén a toxikus mennyiségű perampanel a magzatra is toxikus volt.
Patkányok esetén a szer nem jutott át az anyatejbe, de emberi tapasztalat ez esetben sincs. A kockázat nem zárható ki, ezért a szer ellenjavallt szoptatás alatt.

## Mellékhatások
A két leggyakoribb (10% feletti gyakoriságú) mellékhatás a szédülés (vertigo) és a  szomnolencia(en) (aluszékonyság).
1–10% gyakoriságú mellékhatások:
- elesés (főleg idősebbeknél), járászavar, ataxia (a mozgáskoordináció zavara), fáradtság
- agresszív viselkedés (az adag csökkentésére lehet szükség), düh, szorongás, zavart tudatállapot
- diplópia (kettős látás), homályos látás
- étvágycsökkenés vagy -növekedés, hányinger, hízás.

A perampanel pszichomotoros károsító hatását az alkohol hatványozottan növeli. Egészséges önkénteseken végzett klinikai vizsgálatok során a pszichomotoros teljesítmény két héttel a szer abbahagyása után visszatért az eredeti értékre.

## Adagolás
Szájon át. Naponta egyszer, lefekvés előtt kell bevenni. Az étkezés nem befolyásolja a felszívódás mértékét, de lassítja azt (két órával későbbre tolja a csúcskoncentrációt az éhgyomri szedéshez képest). Miután a perampanel lassan ürül ki a szervezetből, bevehető éhgyomorra vagy étkezéssel együtt is.
A kezelés 2 mg-os adaggal kell kezdeni, és naponta 2 mg-mal emelni 4–8 mg-ig. Egy vagy két hét után a napi 8 mg-ot a beteg egyéni klinikai válaszától és toleranciájától függően napi 2 mg-onként 12 mg-ig lehet emelni.
A perampanel szedését fokozatosan tanácsos abbahagyni. A többi epilepszia elleni gyógyszertől eltérően a perampanel felezési ideje hosszú, a plazmakoncentráció csökkenése lassú, ezért a szedést hirtelen is abba lehet hagyni, ha erre fontos ok van.
A CYP3A enzimre ható más gyógyszerek (karbamazepin, fenitoin, oxkarbazepin) csökkentik a perampanel hatásosságát (a midazolám AUC-értékét).
A P450(en)-serkentő szerek (rifampicin, közönséges orbáncfű, felbamát) csökkenthetik, a gátló szerek (ketokonazol) növelhetik a perampanel plazmaszintjét.
A perampanellel-kezelés alatt fogyasztott alkohol fokozza a düh, zavartság és depresszió mértékét.

## Készítmények
Bár 2012. július 23-án az Európai Bizottság a perampanelre kiadta az Európai Unió egész területére érvényes forgalomba hozatali engedélyt, e szócikk írásakor csak az Egyesült Királyságban forgalmazzák 2012. szeptember 7-től kezdve. A gyártó tervezi, hogy Európa más országaiban is forgalmazni fogja a szert. A készítmény jelenleg körülbelül napi 5 fontba kerül.
- Fycompa

Az Egyesült Államokban az FDA 2011-ben elutasította az első engedélyezési kérelmet, 2012 márciusában azonban elfogadta az átdolgozott újabbat.
Magyarországon nincs forgalomban.